# Загір'я (Смолевицький район, Драчківська сільська рада)
Загір'я (біл. вёска Загор'е) — село в складі Смолевицького району Мінської області, Білорусь. Село підпорядковане Драчківській сільській раді, розташоване в центральній частині області.